# Adam Ferdynand Czyżewicz
Adam Ferdynand Czyżewicz (ur. 19 listopada 1877 we Lwowie, zm. 21 września 1962 w Warszawie) – polski ginekolog i położnik, podpułkownik lekarz Wojska Polskiego II RP.

## Życiorys
Urodził się 19 listopada 1877, w rodzinie Adama Zygmunta, profesora położnictwa, i Heleny z Lewickich. Miał brata Jana (1883–1934), inżyniera, i siostrę Wandę. W 1895 ukończył VIII klasę i zdał egzamin dojrzałości z odznaczeniem w Gimnazjum im. Franciszka Józefa (w jego klasie byli m.in. Wincenty Czernecki, Stanisław Kętrzyński, Władysław Podlacha). W 1900 ukończył studia medyczne na Uniwersytecie Lwowskim, a następnie pracował w klinice we Lwowie. Następnie wyjechał do Paryża, gdzie pracował i zdobywał doświadczenie w Instytucie Pasteura, a następnie we wrocławskiej Klinice Chirurgicznej prof. Jana Mikulicza-Radeckiego i w klinice ginekologicznej prof. Heinricha Fritscha w Bonn. W 1914 uzyskał stopień doktora habilitowanego, ale ponieważ trwała I wojna światowa stopień zatwierdzono dwa lata później. Objął stanowisko kierownicze w Oddziale Ginekologicznym w Szpitalu Krajowym we Lwowie, a następnie podjął pracę w klinice prowadzonej przez prof. Antoniego Marsa. Podczas obrony Lwowa w trakcie trwającej wojny polsko-ukraińskiej był pierwszym komendantem szpitala wojsk polskich. Po odzyskaniu przez Polskę niepodległości został przyjęty do Wojska Polskiego i awansowany do stopnia podpułkownika lekarza starszeństwem z 1 czerwca 1919. W 1923–1924 był oficerem rezerwowym 1 batalionu sanitarnego.
Po uzyskaniu profesury w 1920 wyjechał do Warszawy, gdzie stanął na czele Kliniki Ginekologiczno-Położniczej w tworzonym wówczas Uniwersytecie. W roku akademickim 1925/1926 był dziekanem. Wśród jego uczniów był Tadeusz Zawodziński. W 1925 był współorganizatorem oddziału noworodków, funkcję kierowniczą objęła tam Marta Erlich. Następnie dzięki jego zaangażowaniu powstała pracownia biologiczna i histopatologiczna, na czele której stanął Leonard Lorentowicz. Przez wiele lat prowadził działania zmierzające do pozyskania na potrzeby uczelni radu, w 1930 Uniwersytet Warszawski otrzymał 30 mg tego pierwiastka jako dar Marii Skłodowskiej-Curie, dzięki czemu uruchomiono oddział radioterapii prowadzony przez Zofię Dobijową. W 1935 został członkiem korespondentem Polskiej Akademii Umiejętności.
Podczas okupacji niemieckiej pracował jako ginekolog-położnik, ale równocześnie wykładał w tajnych kompletach uniwersyteckich.
Po wyzwoleniu uczestniczył w reaktywowaniu Kliniki Chorób Kobiecych i Położnictwa, a następnie powrócił do pracy naukowej. W 1946 został członkiem czynnym Polskiej Akademii Umiejętności i członkiem zwyczajnym Towarzystwa Naukowego Warszawskiego. 1 października 1958 przeszedł na emeryturę.
Jego żoną była Józefa z Czerneckich (1878–1952).
Zmarł 21 września 1962, pochowany na cmentarzu Powązkowskim w Warszawie (kwatera 240-5-29). 

## Ordery i odznaczenia
- Krzyż Komandorski Orderu Odrodzenia Polski (dwukrotnie: 10 listopada 1933[12], 19 lipca 1955[13])
- Medal Niepodległości (4 listopada 1933)[14]
- Medal 10-lecia Polski Ludowej (13 stycznia 1955)[15]
- Kawaler Orderu Franciszka Józefa (Austro-Węgry, 1917)[16]